# Kamień nieszczęścia

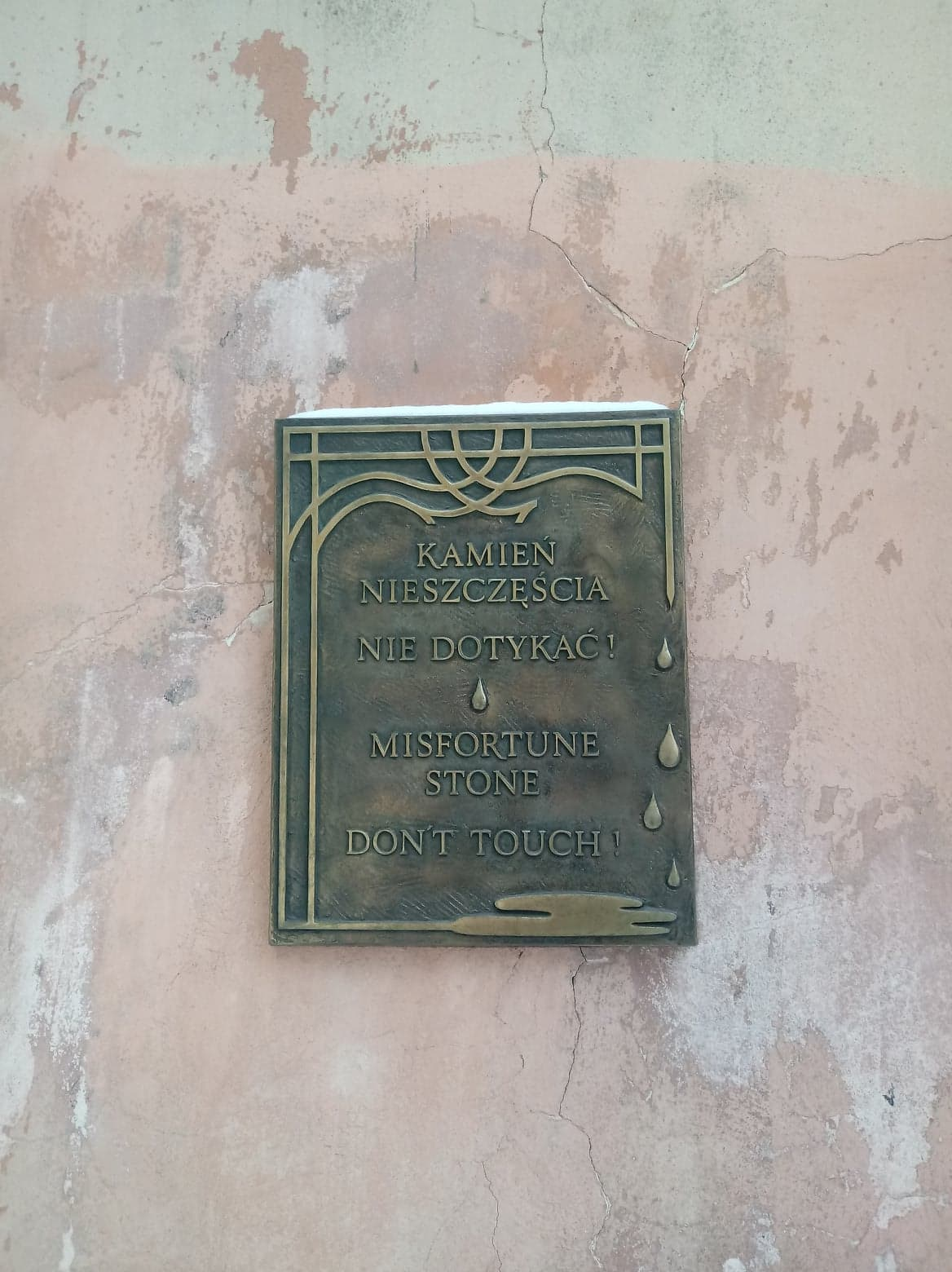
Tablica informacyjna przy kamieniu nieszczęścia w Lublinie

Kamień nieszczęścia – kamień znajdujący się w Lublinie na skrzyżowaniu ulic: Prezydenta Teodora Gruella i Jezuickiej. Legendy dotyczące tego kamienia mówią o tym, że dotknięcie go przynosi nieszczęście.